# نيكي صليبا
نيكي صليبا (بالإنجليزية: Nicky Saliba)‏ هو لاعب كرة قدم ومدرب كرة قدم مالطي في مركز الوسط، ولد في 26 أغسطس 1966 في مالطا. شارك مع منتخب مالطا تحت 21 سنة لكرة القدم ومنتخب مالطا لكرة القدم. أما مع النوادي، فقد لعب مع نادي فاليتا.

## وصلات خارجية
- نيكي صليبا على موقع الاتحاد الأوربي (الإنجليزية)
- نيكي صليبا على موقع قاعدة بيانات كرة القدم.إي يو (الإنجليزية)
- نيكي صليبا على موقع ناشيونال فوتبول تيمز (الإنجليزية)
- نيكي صليبا على موقع عالم كرة القدم.نت (الإنجليزية)